# Cathy Immelen
Cathy Immelen (née le 26 septembre 1980 à Liège), est une animatrice de télévision et de radio belge.
Elle est actuellement en couple avec l'acteur belge Julien Paschal, ce dernier ayant acquis une certaine notoriété après avoir incarné le personnage de François Polignac, le directeur de salle de ventes dans la série Berlin, suite de l'illustre série La casa de papel.

## Parcours professionnel

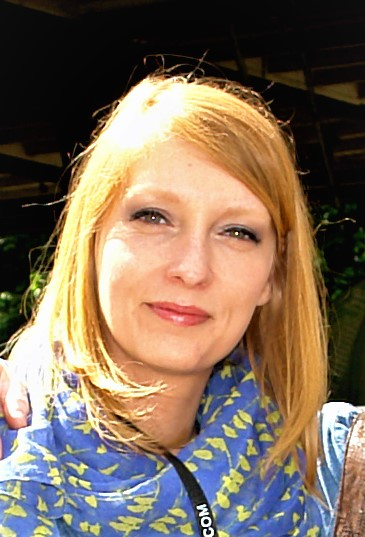
Cathy en 2012 à SPA

Cathy Immelen commence sa carrière à la RTBF le 10 octobre 1999, dans l'émission Télétourisme produite par Guy Lemaire. Parallèlement au poste d’assistante radio-tv qu’elle occupe à cette époque, elle obtient son graduat en communication à la Haute École Léon-Eli Troclet, cursus qu’elle complète par une licence en journalisme à l’Université de Liège.
En 2002, elle anime l'émission sur le cinéma Screen, l'agenda avec Olivier Monssens d'abord puis Hugues Dayez sur La Deux, puis sur La Une à partir de 2005. C’est le début d’un parcours qui marie journalisme et cinéma. De Screen l’agenda à Ciné Station et des chroniques sur le cinéma (Ma télé bien aimée et Sans chichis), Cathy s’impose comme experte. Dès la rentrée télé 2012, elle coprésente avec Élodie de Sélys Flash, le nouveau magazine culturel de la RTBF, chaque samedi à 18h30.
À partir de janvier 2013, Cathy Immelen succède à Philippe Reynaert pour présenter l'émission "Ciné Station", une émission mission consacrée au cinéma, dans laquelle elle participait déjà en tant que critique. L'émission s'arrête en novembre 2014.
Dès le 3 février 2015, elle présente l'émission Tellement ciné. Il s'agit d'une émission hebdomadaire de trente minutes diffusée chaque mardi en prime time à 20h sur La Deux. Le magazine sélectionne les principales sorties cinéma, propose des critiques, des interviews d'acteurs et de réalisateurs, un regard sur le cinéma belge, ainsi que des dossiers spéciaux.
Dès le 27 octobre 2018, elle présente l'émission Pop M! sur La Deux (RTBF). Ce magazine de société décrypte la pop-culture tous les samedis soirs. L'émission s'arrête en décembre 2019.
Depuis septembre 2019, Cathy Immelen intervient également dans l’émission radio Le Mug sur La Première.
À la rentrée 2020, Cathy participe au lancement de la chaîne Tipik (anciennement La Deux) en étant choisie pour présenter l'Escape Show, un nouveau divertissement en prime time aux côtés de Ivan. Le principe ? Des célébrités sont enfermées dans un Escape Game géant et ont une heure pour en sortir.

## Doublage
- 2023 : Barbie : Barbie juge (Ana Cruz Kayne)